# 广明 (大理)
广明（986年—988年）是大理国皇帝段素英的第一個年号，共計3年。
雲南文獻皆作廣明為段素英第一個年號，之后还有明应、明圣、明统（一作明德）、明治（李兆洛《紀元編》注「《玉海》作明統」）。另有他書收錄了明法、广德、明运等幾个年号。「明法」及「廣德」年號，唯李兆洛《紀元編》獨有，注云：「別見。」李家瑞認為「明法」可能是「明治」之誤，“广德”可能是“广明”或“明德”之误。雲南文獻皆不載「明運」年號，梁玉繩《元號略》云鄭雲芝《歷代年號表》有「明運」，恐傳聞之誤。
起訖年，方詩銘、李家瑞作986年－1004年，李崇智作986年－？，段玉明作987年－？，王雲作986年－987年，黃德榮作986年－988年。

## 年號及改元出處
- 倪輅《南詔野史》：「太宗雍熙三年（986）立，改元廣明、明應、明聖等年號。」
- 胡蔚《增訂南詔野史》：「宋太祖乙酉雍熙二年（985）即位。明年（986），改元廣明，又改元明應、明聖、明統、明治。……真宗己酉大中祥符二年（1009），素英卒，在位二十四年。」
- 王崧《雲南備徵志》：「宋太宗雍熙三年（986）即位，改元廣明。宋真宗景德元年甲辰（1004），……次年（1005），改元明應、明聖、明德、明治。大中祥符二年（1009）薨，在位二十四年。」
- 諸葛元聲《滇史》：「段氏六世素英，宋太宗雍熙二年乙酉歲（985）立，改元廣明。……戊子（988），素英改元明應；己丑（989），改元明聖；壬辰（992），改明德；甲午（994），改明治。……素英在位二十四年卒。」
- 李京《雲南志略》：「子秉英立。改元廣明，又改曰明應、明聖、明治、明統。在位二十五年。」
- 楊慎《滇載記》：「素英以宋太祖雍熙二年（985）立，改元五，曰廣明、明應、明聖、明德、明治。」
- 馮蘇《滇考》：「素英在位二十四年，改元五，曰廣明、明應、明聖、明統、明治，真宗祥符二年（1009）卒。」
- 《白古通記淺述》：「雍熙二年（985）即位。」

## 紀年對照表
| 廣明 | 元年  | 二年  | 三年  |
| ---- | ----- | ----- | ----- |
| 公元 | 986年 | 987年 | 988年 |
| 干支 | 丙戌  | 丁亥  | 戊子  |

## 同期存在的其他政權年號
- 中國
  - 雍熙（984年－987年）：北宋－宋太宗趙炅之年號
  - 端拱（988年－989年）：北宋－宋太宗趙炅之年號
  - 統和（983年－1012年）：契丹－遼聖宗耶律隆緒之年號
  - 天興（986年－999年）：于闐－尉遲僧伽羅摩之年號
- 越南
  - 天福（980年－988年）：前黎朝－黎桓之年號
- 日本
  - 寬和（985年－987年）：花山天皇與一條天皇之年號
  - 永延（987年－989年）：一條天皇之年號